# Filip Schnack

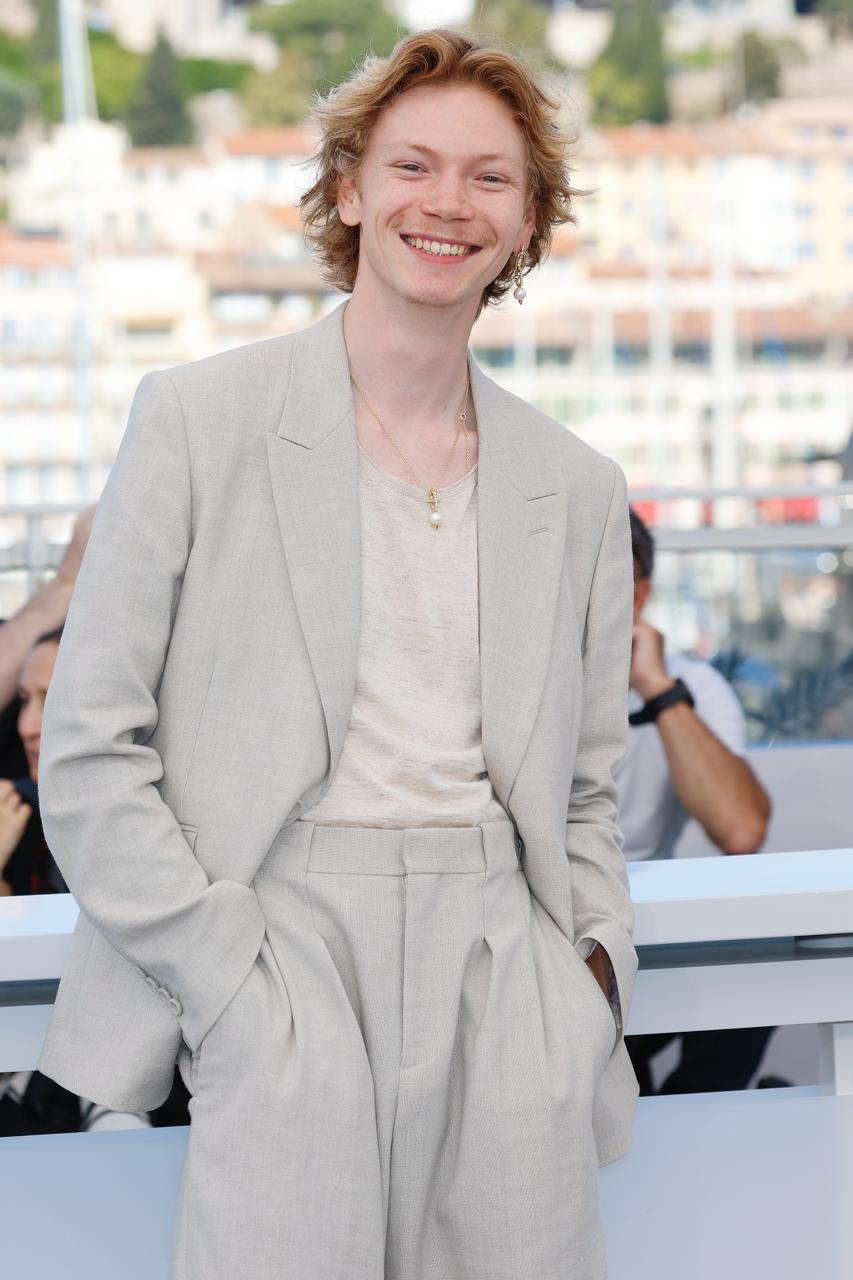
Filip Schnack

Filip Viktor Schnack (* 27. März 2001 in Lübeck) ist ein deutscher Schauspieler.

## Leben
Filip Schnack absolvierte zwischen 2019 und 2022 an der Schule für Schauspiel Hamburg erfolgreich seine Ausbildung.
Während dieser Ausbildungszeit hatte Filip Schnack bereits einige Nebenrollen in Serien wie z. B. Helen Dorn, Mordsschwestern oder SOKO Wismar.
Nach seiner Ausbildung übernahm er Rollen in verschiedenen TV-, Kino- und Filmproduktionen wie z. B.  Die drei ??? oder Die Quellen des Bösen mit Fahri Yardim und Henriette Confurius, an deren Seite er in einer Hauptrolle spielte. Des Weiteren wirkte Filip Schnack in dem Film In die Sonne schauen (Sound of Falling) mit, der bei den  Internationalen Filmfestspiele von Cannes 2025 den Preis der Jury (Prix de Jury) gewann.

## Filmografie (Auswahl)
- 2022: SOKO Wismar (Fernsehserie, 1 Folge)
- 2022: Mordsschwestern – Verbrechen ist Familiensache (Fernsehserie, 1 Folge)
- 2022: Die Pfefferkörner (Fernsehserie, 1 Folge)
- 2022: Deadlines (Fernsehserie)
- 2022: Die Quellen des Bösen (Miniserie)
- 2022: Morden im Norden (Fernsehserie, 1 Folge)
- 2023: Notruf Hafenkante (Fernsehserie, 1 Folge)
- 2024: Schattenseite (Miniserie)
- 2025: Großstadtrevier (Fernsehserie, 1 Folge)
- 2025: Cassandra (Fernsehserie, 6 Folgen)
- 2025: Tatort: Herz der Dunkelheit (Fernsehreihe)
- 2025: Die drei ??? und der Karpatenhund (Kinofilm)
- 2025: In die Sonne schauen (Spielfilm)